# Африкански бързолет
Африканският бързолет (Apus barbatus) е вид птица от семейство Бързолетови (Apodidae).

## Разпространение и местообитание
Разпространен е в Ангола, Ботсвана, Замбия, Зимбабве, Камерун, Кения, Коморските острови, Демократична република Конго, Лесото, Мадагаскар, Майот, Малави, Мозамбик, Руанда, Свазиленд, Сиера Леоне, Танзания, Уганда и Южна Африка.